# Babocsay József
Nagy-szarvai Babocsay József (Szigetvár, 1760. március 19. – Nagykanizsa, 1838. június 18.) orvos, Zala vármegye főorvosa, nagykanizsai városbíró, Hévíz első ismertetője.

## Élete
1789-ben a Pesti Egyetemen állatorvosi és orvosi oklevelet szerzett. 1790-1791-ben Somogy vármegyében, Babócsán és Berzencén volt orvos. 1792-től haláláig Nagykanizsán tiszti főorvosként dolgozott. Egy ideig a város irányításában is szerephez jutott. Két alkalommal közgyám, rövid ideig városbíró volt. Egy mindmáig kéziratban maradt műve alapján tudjuk, hogy közel került a szabadkőműves eszmékhez is, noha a ránk maradt szabadkőműves iratokban neve nem fordul elő. Martinovics Ignác eszméinek hatása alatt állt.
1801-ben a város követeként I. Ferenc császárnál járt.
Valószínű, hogy Festetics György megrendelésére írta meg és nyomtatta ki a hévízi gyógyfürdő ismertetését. Megjelent művében elsőként ismertette Hévíz-gyógyfürdőt, névtelenül, csupán neve kezdőbetűivel.

## Írása
- Boldog Zala vármegye! Keszthelyi Hévvizedről méltán neveztetel így attól, a ki ezen rendeket írta dicséretedre. (Dr. B. J., Sopron, 1795)

## Emléke
Hévízen a fedett fürdő falán tábla őrzi emlékét.